# Alcon
Alcon — міжнародна медична компанія, що спеціалізується на продуктах для догляду за очима зі штаб-квартирою в Форт-Верт, штат Техас, США. Була дочірньою компанією Novartis до 9 квітня 2019 року, коли завершила 100-відсоткове відділення.

## Історія
Alcon була заснована в 1945 році в Форт-Верт, штат Техас, США. Компанія починала як невелика аптека в Форт-Верт і була названа на честь своїх засновників, фармацевтів Роберта Олександра і Вільяма Коннера. Коннер і Олександр зосередилися на стерильних офтальмологічних продуктах.
Nestlé придбала Alcon в 1977 році. Alcon розширила свої виробничі можливості з новими заводами в Південній Америці і Європі та різко збільшила свої інвестиції в дослідження. У 1979 році Alcon придбала компанію «Texas Pharmacal Company». У 1984 році Alcon заснувала нагороду Technical Excellence Award для просування досягнень в області досліджень і розробок та присудила її більш ніж 100 номінантам. Лінія продуктів Alcon розширилася від фармацевтичних препаратів до хірургічної сфери. Сьогодні Alcon працює в 75 країнах, а її продукція продається більш ніж в 180 країнах.
У 2002 році Nestlé провела первинне публічне розміщення 25 % частки в Alcon. У липні 2008 року швейцарська фармакологічна компанія Novartis придбала приблизно 25 % акцій Nestlé в Alcon з опціоном на покупку решти акцій Nestlé, починаючи з 2010 року. Novartis купила 52 % акцій у Nestlé за 28,1 млрд доларів. Ця угода довела володіння Novartis до 77 %. Починаючи з січня 2010 року Novartis офіційно оголосила, що закриє опціони на завершення покупки іншої частини Alcon, а потім швидко продовжить злиття і поглинання компанії. 29 березня 2010 року Alcon придбала Durezol і Zyclorin у Sirion Therapeutics. Alcon отримала офіційний дозвіл на придбання прав на емульсію Durezol в США і глобальні права, за винятком Латинської Америки, на Zyclorin від Sirion Therapeutics.
8 липня 2010 року незалежний комітет директорів Alcon (IDC) заснував траст на суму 50 мільйонів доларів, щоб забезпечити міноритарним акціонерам компанії найкращу угоду від учасника торгів Novartis AG.
У 2018 році Alcon і російська компанія «НанОптіка» підписали угоду про наміри створення спільного виробництва інтраокулярних лінз (штучних кришталиків) у Росії[значущість факту?].
9 квітня 2019 року Alcon завершив 100 % відділення від Novartis.